# Cardington
Cardington é uma vila localizada no estado norte-americano de Ohio, no Condado de Morrow.

## Demografia
Segundo o censo norte-americano de 2000, a sua população era de 1849 habitantes.
Em 2006, foi estimada uma população de 1991, um aumento de 142 (7.7%).

## Geografia
De acordo com o United States Census Bureau tem uma área de
4,8 km², dos quais 4,8 km² cobertos por terra e 0,0 km² cobertos por água.

## Localidades na vizinhança
O diagrama seguinte representa as localidades num raio de 16 km ao redor de Cardington.